# Siège du parlement de Pologne
Les bâtiments de la Diète de la République de Pologne (en polonais : Kompleks budynków Sejmu Rzeczypospolitej Polskiej) sont un ensemble de bâtiments situé Rue Wiejska (pl), dans l'arrondissement de Śródmieście (Centre-Ville), à Varsovie, qui accueille depuis 1919 la Diète et, depuis 1989, le Sénat polonais.

## Histoire

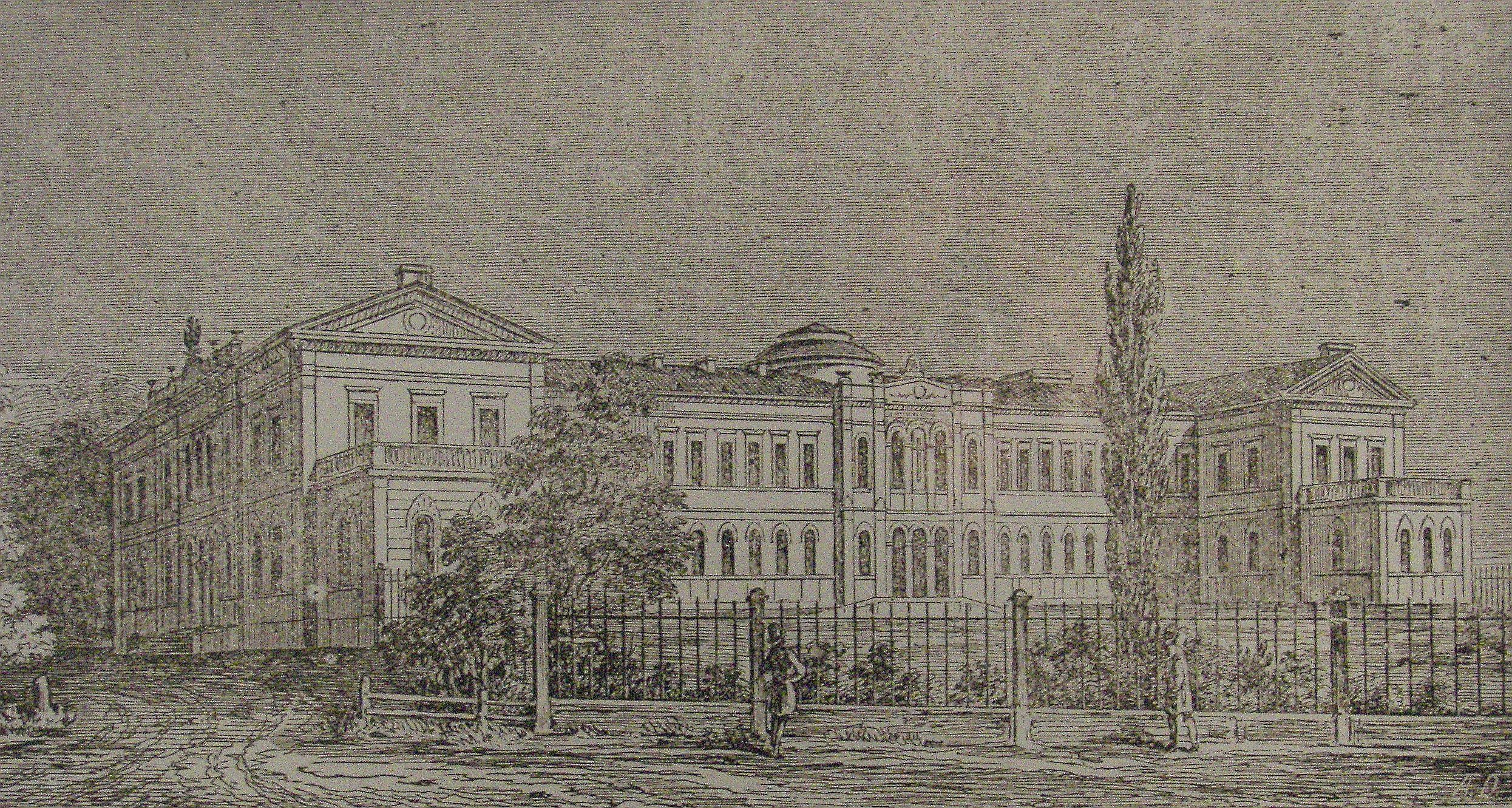
Le bâtiment de la rue Wiejska à Varsovie en 1852 d'après les dessins d'AF Dietrich. Siège de la Diète à partir du 10 février 1919

C'est dans un ancien lycée de jeunes filles, « Instytut Aleksandryjsko-Maryjskie Wychowania Panien », anciennement « Instytut Szlachecki », que la Diète s'est installée en 1919. Un premier chantier de transformation a duré de 1925 à 1935. Après les destructions de la Guerre, un second chantier a duré de 1949 à 1952.

## Sources
- (pl) Cet article est partiellement ou en totalité issu de l’article de Wikipédia en polonais intitulé « Kompleks budynków Sejmu Rzeczypospolitej Polskiej » (voir la liste des auteurs).